# Dhauti
Dhauti (sanskrit: धौति (dhautī)) är inom hathayoga en shatkarma (en av de sex yogiska rengöringsteknikerna). Den består av en rensning av mag- och tarmkanalen med olika tekniker och hjälpmedel.
En form av dhauti som beskrivs av bland andra Satmarama i hans verk Hatha Yoga Pradipika är att svälja en drygt meterlång tygremsa och sedan försiktigt dra upp den igen. Metoden påstås bota bland annat astma och mjältförstoring.[källa behövs] Även om det processen syftar på intern rengöring med en tygremsa, erbjuder yogatexter många typer av rengöringstekniker. Enligt Gheranda Samhita kan rengöringen delas in i fyra typer:
- Antar Dhauti (intern tvättning)
- Danta Dhauti (rengöring av tänderna)
- Hrid Dhauti (rengöring av hjärtregionen, både fysiskt och energetiskt)
- Mulasodhana (rengöring av ändtarmen)